# Amanda Rantanen
Amanda Rantanen (nacida el 11 de mayo de 1998) es una futbolista finlandesa que juega como delantera en el Linköpings FC en la Damallsvenskan sueca y en la selección nacional femenina de Finlandia.
Su hermano gemelo Daniel Rantanen es futbolista profesional y su padre, Rami Rantanen, fue jugador de la selección nacional de Finlandia.

## Carrera
Comenzó su carrera en HJK Helsinki en 2016.
En 2018 se trasladó al PK-35 Vantaa. Después de dos temporadas en el PK-35 Vantaa, en las que marcó 19 goles en 33 partidos de liga, cruzó el Mar Báltico hasta el KIF Örebro DFF en la Damallsvenskan.
| Año       | Club           | Apariciones | Goles |
| --------- | -------------- | ----------- | ----- |
| 2016–2017 | HJK Helsinki   | 11          | 2     |
| 2018–2021 | PK-35 Vantaa   | 66          | 41    |
| 2021–2022 | KIF Örebro DFF | 30          | 6     |
| 2023–     | Linköpings FC  | 6           | 0     |

Apariciones y goles en la liga nacional del club, actualizados al 29 de agosto de 2023.

## Selección nacional
El 1 de diciembre de 2020, debutó con la selección femenina de fútbol de Finlandia en la Clasificación para la Eurocopa Femenina 2022 cuando entró como suplente en el cuarto minuto del tiempo añadido contra Escocia y luego marcó el único gol del partido en su primera acción como jugadora nacional.
Como primeros de grupo, las finlandesas se clasificaron para la fase final de la Eurocopa Femenina 2022.
En los primeros seis partidos de la Clasificación de UEFA para la Copa Mundial Femenina de Fútbol de 2023 fue sustituida cuatro veces y entró una vez como reemplazo.
El 9 de junio de 2022 fue nominada para la final de la Eurocopa Femenina 2022.
| Año   | Categoría | Apariciones | Goles |
| ----- | --------- | ----------- | ----- |
| 2017– | Absoluta  | 12          | 1     |

Partidos internacionales y goles de selecciones nacionales, actualizados al 29 de agosto de 2023.